# Соболев, Виктор Васильевич (инженер)
Виктор Васильевич Соболев (род. 11 сентября 1941 года, село Окино-Ключи, Бичурский район, Бурятская АССР) — горный инженер, доктору технических наук, Почётный работник угольной промышленности, Директор Представительства фирмы горного машиностроения Bucyrus Europe GmbH.

## Биография
Родился 11 сентября 1941 года в селе Окино-Ключи Бичурского района Бурятской АССР. В 1963 году окончи Иркутский политехнический институт. Два года прослужил в войсках противовоздушной обороны. В 1968 году получает второе высшее образование в Восточно-Сибирском технологическом институте по специальности инженер-машиностроитель. 